# Quatuor (яхта)
Королевская яхта его величества короля Бельгии Альберта II. Является личной собственностью монарха, но ходит под флагом морского компонента вооруженных сил Бельгии.

## Конструкция
Среди конструктивных особенностей яхт серии «InCRedible 45» можно отметить высокий надводный борт с характерным «фамильным» изломом в районе скулы, удлиненный форштевень, надстройку со складной крышей. Стремительный силуэт корпуса, оригинальная форма воздухозаборников, мягкие скругленные формы лобового стекла и бортового остекления — все это подчеркивает спортивные амбиции судна. Впечатление оправданно: «InCRedible 45» развивает скорость до 40 уз. В планах верфи — установить приводы «Arneson», что обещает скорость до 45 уз.
Комфорт также стоит отнюдь не на последнем месте. Салон спланирован традиционно: обеденный уголок с диваном и раскладным столом, напротив — камбуз. Однако тут есть «изюминки». Стол не только раскладывается, но и опускается на телескопической опоре, и тогда выясняется, что диван тоже раскладывается «книжкой», становясь двуспальным. Зона столовой дополнительно подчеркнута мягким ковровым покрытием. Небольшой камбуз оборудован керамической электроплитой, холодильником и мойкой. Общее приятное и свежее впечатление дополняют отделанные деревом прямоугольные ниши в потолке с врезными галогенными спотлайтами.

## Реакция подданных
Покупка яхты за более чем 1,5 миллиона долларов встретила жестокую критику среди населения Бельгии. Только специальный меморандум командования ВМС в котором указывалось, что яхта куплена лично монархом и находится на «балансе» морского компонента только как следствие исторической традиции, несколько успокоили подданных. В середине 2013 года поступила информация что яхта была продана.